# 室津 (淡路市)
室津（むろつ）は、兵庫県淡路市の町丁。郵便番号は656-1606。本項ではかつて同区域に存在した津名郡室津村（むろつむら）についても記す。

## 地理

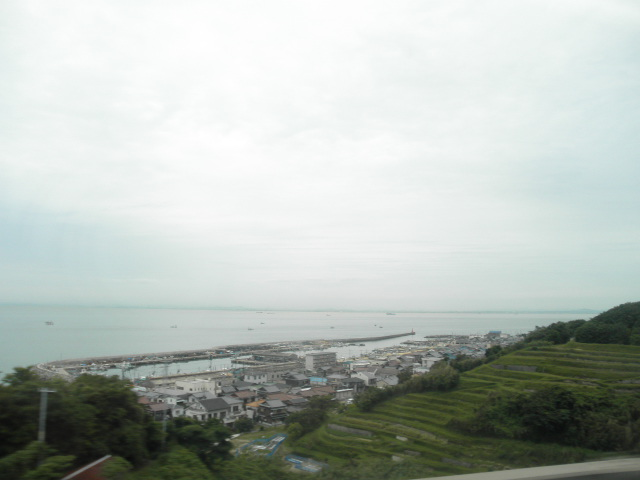
室津の街並み

淡路市の中部、播磨灘の沿岸に位置する。東で育波・生田大坪、南で生田田尻、西で尾崎に接する。播磨灘に沿って兵庫県道31号福良江井岩屋線が通過し、南東へ兵庫県道463号室津志筑線が分岐する。

### 海洋
- 播磨灘

### 河川
- 室津川

## 歴史
- 幕末時点では津名郡室津村が存在。阿波徳島藩領。
- 明治4年7月14日（1871年8月29日） - 廃藩置県により徳島県の管轄となる。
- 明治4年11月15日（1871年12月26日） - 第1次府県統合により名東県の管轄となる。
- 1876年（明治9年）8月21日 - 第2次府県統合により兵庫県の管轄となる。
- 1889年（明治22年）4月1日 - 町村制の施行により、近世以来の室津村の区域を以って津名郡室津村となる。
- 1955年（昭和30年）3月22日 - 室津村が津名郡富島町・浅野村・育波村・仁井村・野島村と合併して北淡町が発足。同町大字室津となる。
- 2005年（平成17年）4月1日 - 北淡町が淡路町・一宮町・津名町・東浦町と合併して淡路市が発足。同市室津となる。

## 交通

### バス
淡路交通
- ■西浦・一宮線
  - 震災記念公園前 - 富島 - 淡路高校前 - 北淡IC - 室津 - 郡家 - 伊弉諾神宮前 - 津名一宮IC - 志筑 - 津名港（平日の通学時間帯には志筑から縦貫線に直通し、洲本高速バスセンター・洲本・築地町を経由せず宇山・新加茂橋から下加茂へ行く便がある）

### 道路
- 神戸淡路鳴門自動車道
  - 室津パーキングエリア
- 兵庫県道31号福良江井岩屋線
- 兵庫県道463号室津志筑線

## 施設
- 淡路市立室津保育所
- 淡路室津郵便局
- 室津浦漁業協同組合
- 室津八幡神社
- 大歳神社
- 白毛神社
- 海福寺